# Рутерфорд, Джесси Джеймс
Джесси Джеймс Рутерфорд (англ. Jesse James Rutherford, род. 21 августа 1991, Калифорния), также известен как Jesse — американский певец и актёр, обрёл популярность как фронтмен группы The Neighbourhood.

## Биография
Джесси Джеймс Рутерфорд родился в Ньюбери Парк, Калифорния 21 августа 1991 года. О семье мало что известно, но сам музыкант в одном из интервью заявлял, что ранняя смерть его отца сильно повлияла на него, как на ребёнка.
В ранние годы снялся в рекламе и небольших фрагментах таких фильмов, как Life or Something Like It (2002), Bundy (2002), Star Trek: Enterprise (2002) — серия Marauders, Dickie Roberts: Former Child Star (2003)
В мае 2011 года Рутерфорд под псевдонимом Jesse выпустил микстейп «Truth Hurts, Truth Heals», в который вошли 17 песен.
В 2011 году основал музыкальную группу The Neighbourhood. Также в её состав вошли Зак Эбелс, Джереми Фридман, Майки Марготт, Брендон Фрид. Первой песней стала Female Robbery, вышедшая в 2012 году. Следующей была Sweater Weather, которая стала хитом и задала будущее группы. В июне 2013 Sweater Weather взяла первое место в хит-параде Billboard Alternative Songs.
В 2014 году Рутерфорд узнал, что он болен ахроматопсией, редким видом цветовой слепоты. Вероятно, это одна из причин, почему клипы The Neighbourhood сняты в черно-белых тонах.
В декабре 2014 года Рутерфорд был задержан за попытку транспортировки наркотиков в Ньюарк.
У Рутерфорда были отношения с певицей Анабель Инглунд, но они расстались в 2014 году. Его мать живёт в Калифорнии со старшей сестрой. Раньше Рутерфорд встречался с Девон Ли Карлсон.
Ходили слухи, что в ноябре 2021 пара рассталась, но достоверной информации не было. В подкасте "Call Her Daddy" от сентября 2022 Девон Ли Карлсон сказала, что больше не встречается с Джесси Рутерфордом после 6 лет отношений.
В октябре 2022 певец начал встречаться с Билли Айлиш, официально подтвердив отношения в ноября того же года. В мае 2023 представитель Айлиш подтвердил разрыв пары.
В начале 2016 года Рутерфорд издал свою книгу «&», представляющую собой коллекцию снимков с его изображениями.
10 ноября 2017 года выпустил соло-альбом «&», в который вошли 11 треков.

## Дискография

### The Neighbourhood
| Название                                       | Детали альбома                                                                  | Максимальная позиция в чартах | Максимальная позиция в чартах | Максимальная позиция в чартах | Максимальная позиция в чартах | Максимальная позиция в чартах | Максимальная позиция в чартах | Максимальная позиция в чартах | Максимальная позиция в чартах | Максимальная позиция в чартах | Максимальная позиция в чартах | Награды      |
| Название                                       | Детали альбома                                                                  | US                            | US Alt.                       | US Rock                       | AUS                           | BEL                           | CAN                           | NLD                           | NZ                            | SCO                           | UK                            | Награды      |
| ---------------------------------------------- | ------------------------------------------------------------------------------- | ----------------------------- | ----------------------------- | ----------------------------- | ----------------------------- | ----------------------------- | ----------------------------- | ----------------------------- | ----------------------------- | ----------------------------- | ----------------------------- | ------------ |
| I Love You.                                    | - Выпущен: 22 апреля 2013 - Лейбл: Columbia - Формат: CD, LP, digital download  | 25                            | 9                             | 10                            | —                             | —                             | 20                            | —                             | —                             | 92                            | 70                            | - RIAA: Gold |
| Wiped Out!                                     | - Выпущен: 30 октября 2015 - Лейбл: Columbia - Формат: CD, LP, digital download | 13                            | 1                             | 2                             | 57                            | 156                           | 15                            | —                             | 37                            | —                             | 86                            |              |
| Hard to Imagine The Neighborhood Ever Changing | - Выпущен: 9 марта 2018 - Лейбл: Columbia - Формат: CD, LP, digital download    | 61                            | 4                             | 10                            | —                             | —                             | 89                            | 106                           | —                             | —                             | —                             |              |

### Комментарии
1. ↑  The Neighbourhood did not enter the NZ Top 40 Albums Chart, but peaked at number 7 on the NZ Heatseekers Albums Chart.[12]